# 下平匠
下平 匠（しもひら たくみ、1988年10月6日 - ）は、大阪府箕面市出身の元プロサッカー選手。現役時代のポジションはディフェンダー（左サイドバック）。

## 来歴

### ガンバ大阪
地元の箕面市でサッカーを始め、中学時代からガンバ大阪の下部組織に所属し、2007年にトップチームに昇格（同期昇格は倉田秋、星原健太）。トップチームはSBの層が薄く、バックアッパーとして、また貴重なレフティの選手というもあり1年目から試合出場の機会を得る。
2008シーズン、ユース時代の1年先輩で同じ左サイドバックの安田理大が負傷やオリンピック代表で不在となることが多く、出場試合数を15試合に伸ばす。2009年には左サイドバックのレギュラーポジションを確保し、シーズン終盤こそ高木和道の控えにまわったものの、27試合に出場した。2010年は安田からレギュラーを奪うことができず、リーグ戦の出場はわずか6試合に留まった。
安田がフィテッセに移籍した2011年は、左サイドバックのレギュラーを確保し、6月22日のJ1第17節柏レイソル戦でJリーグ初得点を決めた（この初得点はガンバの公式応援番組『GAMBA TV〜青と黒〜』の年末特別企画『GAMBA TV アウォーズ』において、その年のベストゴール賞に選ばれた）。しかし、4月と8月の2度の骨折による長期離脱もあり、シーズン終盤は同学年の藤春廣輝に出場機会を譲ることが多かった。

### 大宮アルディージャ
2012年シーズンより大宮アルディージャに完全移籍。2012シーズンはリーグ戦34試合すべてに先発起用され、チーム最多の3046分に出場。

### 横浜F・マリノス
2014年、横浜F・マリノスへ完全移籍、左サイドバックとしてレギュラーを掴んだ。2015シーズンは自身にとって初となるフルタイム出場を達成。2016シーズンは1stステージには17試合中15試合に先発出場したが、2ndステージは筋肉系の故障により出場ゼロに終わった。
2017年4月26日のルヴァンカップ・アルビレックス新潟戦にて約10か月ぶりに公式戦に復帰。シーズン初先発となった10月21日の鹿島アントラーズ戦では不慣れな右サイドバックとして起用された。2017年には新加入した山中亮輔の台頭と相次ぐ怪我もあり、スタメン出場の機会を徐々に減らした。

### ジェフ千葉
2018年8月8日、横浜FMからジェフユナイテッド市原・千葉への期限付き移籍が発表された。2019年より、ジェフユナイテッド市原・千葉に完全移籍。
2020年シーズン一杯で契約満了。

### 南葛SC
2021年2月24日、南葛SCへの加入が発表された。
2021年シーズン、関東リーグ2部ベストイレブンを受賞。

## 人物・エピソード
- かなりの犬好きで、チョコビという名のチワワを飼っている[19]。
- 2011年11月12日、一般人女性との入籍を発表[20][21]。2013年5月に第一子の長女が誕生した[22]。
- 2012年4月21日のさいたまダービーの試合前にNACK5スタジアム大宮にてバスから降りたところを、浦和サポーターにツバを吐きかけられる[23]。なお、浦和はこの試合に敗れている。
- マリノスに加入した2014年以降、外国人選手とのコミュニケーションを積極的にとっており、外国人選手の定着に一役買っている。朴正洙など下平を慕う選手は多い。
- 2023年12月、ITの国家試験である基本情報技術者試験に合格[24]。

## 所属クラブ
ユース経歴
- 1995年 - 2000年 TSK粟生SC（箕面市立東小学校）
- 2001年 - 2003年 ガンバ大阪ジュニアユース（箕面市立第六中学校）
- 2004年 - 2006年 ガンバ大阪ユース（大阪府立箕面東高等学校）

プロ経歴
- 2007年 - 2011年  ガンバ大阪
- 2012年 - 2013年  大宮アルディージャ
- 2014年 - 2018年  横浜F・マリノス
  - 2018年8月 - 同年12月  ジェフユナイテッド市原・千葉（期限付き移籍）
- 2019年 - 2020年  ジェフユナイテッド市原・千葉
- 2021年 -   南葛SC

## 個人成績
| 国内大会個人成績 | 国内大会個人成績 | 国内大会個人成績 | 国内大会個人成績 | 国内大会個人成績 | 国内大会個人成績 | 国内大会個人成績 | 国内大会個人成績 | 国内大会個人成績 | 国内大会個人成績 | 国内大会個人成績 | 国内大会個人成績 |
| 年度             | クラブ           | 背番号           | リーグ           | リーグ戦         | リーグ戦         | リーグ杯         | リーグ杯         | オープン杯       | オープン杯       | 期間通算         | 期間通算         |
| 年度             | クラブ           | 背番号           | リーグ           | 出場             | 得点             | 出場             | 得点             | 出場             | 得点             | 出場             | 得点             |
| 日本             | 日本             | 日本             | 日本             | リーグ戦         | リーグ戦         | リーグ杯         | リーグ杯         | 天皇杯           | 天皇杯           | 期間通算         | 期間通算         |
| ---------------- | ---------------- | ---------------- | ---------------- | ---------------- | ---------------- | ---------------- | ---------------- | ---------------- | ---------------- | ---------------- | ---------------- |
| 2007             | G大阪            | 30               | J1               | 3                | 0                | 0                | 0                | 1                | 0                | 4                | 0                |
| 2008             | G大阪            | 19               | J1               | 15               | 0                | 3                | 0                | 2                | 0                | 20               | 0                |
| 2009             | G大阪            | 19               | J1               | 27               | 0                | 1                | 0                | 3                | 1                | 31               | 1                |
| 2010             | G大阪            | 6                | J1               | 6                | 0                | 0                | 0                | 4                | 1                | 10               | 1                |
| 2011             | G大阪            | 6                | J1               | 21               | 1                | 2                | 0                | 0                | 0                | 23               | 1                |
| 2012             | 大宮             | 22               | J1               | 34               | 0                | 3                | 0                | 4                | 0                | 41               | 0                |
| 2013             | 大宮             | 8                | J1               | 30               | 1                | 3                | 0                | 3                | 0                | 36               | 1                |
| 2014             | 横浜FM           | 23               | J1               | 28               | 2                | 2                | 0                | 1                | 0                | 31               | 2                |
| 2015             | 横浜FM           | 23               | J1               | 34               | 1                | 2                | 0                | 2                | 0                | 38               | 1                |
| 2016             | 横浜FM           | 23               | J1               | 15               | 1                | 1                | 0                | 0                | 0                | 16               | 1                |
| 2017             | 横浜FM           | 23               | J1               | 5                | 0                | 3                | 0                | 5                | 0                | 13               | 0                |
| 2018             | 横浜FM           | 23               | J1               | 0                | 0                | 5                | 0                | 0                | 0                | 5                | 0                |
| 2018             | 千葉             | 49               | J2               | 14               | 2                | -                | -                | -                | -                | 14               | 2                |
| 2019             | 千葉             | 49               | J2               | 31               | 0                | -                | -                | 1                | 0                | 32               | 0                |
| 2020             | 千葉             | 49               | J2               | 14               | 0                | -                | -                | -                | -                | 14               | 0                |
| 2021             | 南葛             | 29               | 関東2部          | 18               | 1                | -                | -                | -                | -                | 18               | 1                |
| 2022             | 南葛             | 29               | 関東1部          | 15               | 1                | -                | -                | -                | -                | 15               | 1                |
| 2023             | 南葛             | 29               | 関東1部          |                  |                  | -                | -                | -                | -                |                  |                  |
| 通算             | 日本             | 日本             | J1               | 218              | 6                | 25               | 0                | 25               | 2                | 268              | 8                |
| 通算             | 日本             | 日本             | J2               | 59               | 2                | -                | -                | 1                | 0                | 60               | 2                |
| 通算             | 日本             | 日本             | 関東1部          | 15               | 1                | -                | -                | -                | -                | 15               | 1                |
| 通算             | 日本             | 日本             | 関東2部          | 18               | 1                | -                | -                | -                | -                | 18               | 1                |
| 総通算           | 総通算           | 総通算           | 総通算           | 310              | 10               | 25               | 0                | 26               | 2                | 361              | 12               |

その他の公式戦
- 2014年
  - スーパーカップ 1試合0得点
- 2022年
  - 全国社会人サッカー選手権大会 2試合0得点

| 国際大会個人成績 | 国際大会個人成績 | 国際大会個人成績 | 国際大会個人成績 | 国際大会個人成績 | FIFA      | FIFA      |
| 年度             | クラブ           | 背番号           | 出場             | 得点             | 出場      | 得点      |
| AFC              | AFC              | AFC              | ACL              | ACL              | クラブW杯 | クラブW杯 |
| ---------------- | ---------------- | ---------------- | ---------------- | ---------------- | --------- | --------- |
| 2008             | G大阪            | 19               | 7                | 0                | 0         | 0         |
| 2009             | G大阪            | 19               | 5                | 0                | -         | -         |
| 2010             | G大阪            | 6                | 4                | 0                | -         | -         |
| 2011             | G大阪            | 6                | 4                | 0                | -         | -         |
| 2014             | 横浜FM           | 23               | 2                | 0                | -         | -         |
| 通算             | AFC              | AFC              | 22               | 0                | 0         | 0         |

その他の国際公式戦
- 2008年
  - パンパシフィックチャンピオンシップ 1試合0得点
  - スルガ銀行チャンピオンシップ 1試合0得点

出場歴
- Jリーグ初出場 - 2007年8月29日 J1第23節 vs鹿島アントラーズ（石川県西部緑地公園陸上競技場）
- 公式戦初得点 - 2009年10月31日 天皇杯3回戦 vs福岡大学（万博記念競技場）
- Jリーグ初得点 - 2011年6月22日 J1第17節 vs柏レイソル（日立柏サッカー場）

## タイトル

### クラブ
ガンバ大阪ユース
- 日本クラブユース選手権(U-18)：1回（2006年）

ガンバ大阪
- ナビスコカップ：1回（2007年）
- 天皇杯：2回（2008年、2009年）
- ゼロックススーパーカップ：1回（2007年）
- AFCチャンピオンズリーグ：1回（2008年）
- パンパシフィックチャンピオンシップ：1回（2008年）

## 代表歴
- 2001年 U-14日本代表
- 2002年 U-15日本代表
- 2003年 U-16日本代表